# Fox Networks Group
Fox Networks Group (FNG) è una società controllata da Walt Disney Direct-to-Consumer & International, azienda che sovrintende alle attività televisive internazionali della 21st Century Fox acquisite da The Walt Disney Company. Ha prodotto e distribuito più di 300 canali di intrattenimento, film, sport e di cronaca in 45 lingue diverse in America Latina, Europa, Asia e Africa, utilizzando diversi marchi, tra cui Fox, National Geographic, FX, Fox Sports e BabyTV. Tra i loro canali televisivi on demand c'erano Fox Play e Fox Plus. Questi marchi hanno raggiunto oltre 1,725 miliardi di famiglie in tutto il mondo.
Fino a marzo 2019, il gruppo includeva anche l'unità statunitense composta da Fox Television Group, Fox Cable Networks, Fox Sports Media Group, Fox News Group, National Geographic Partners e Fox Networks Digital Consumer Group. In seguito all'acquisizione della 21CF da parte della Disney, l'unità statunitense di FNG è stata suddivisa tra la Fox Corporation di Murdoch e la Walt Disney Television mentre le unità non statunitensi (precedentemente note come Fox International Channels, un'unità precedentemente gestita congiuntamente con le unità televisive della 21st Century Fox fino al 2016, quando le unità sono state unite nel gruppo Fox Networks) sono state successivamente integrate nell'unità Disney Direct-to-Consumer & International.